# جوني ويلش
جوني ويلش (بالإنجليزية: Johnny Welch) هو لاعب كرة قاعدة أمريكي، ولد في 2 ديسمبر 1906 في واشنطن العاصمة في الولايات المتحدة، وتوفي في 2 سبتمبر 1940 في سانت لويس في الولايات المتحدة.